# Salomé (telenovela brasileira)
Salomé é uma telenovela brasileira produzida e exibida pela TV Globo de 3 de junho a 4 de outubro de 1991, em 107 capítulos. Substituiu Barriga de Aluguel e foi substituída por Felicidade, sendo a 41ª "novela das seis" exibida pela emissora.
Escrita por Sérgio Marques com colaboração de Elizabeth Jhin, Alcides Nogueira e Márcia Prates, é livremente inspirada no romance homônimo de Menotti Del Picchia. A direção foi de Marco Aurélio Bagno, com direção geral e núcleo de Herval Rossano.
Contou com as atuações de Patrícia Pillar, Petrônio Gontijo, Imara Reis, Suzy Rêgo, Edwin Luisi, Rubens de Falco, Flávia Monteiro e Carlos Alberto.

## Enredo
A narrativa gira em torno de Salomé, uma mulher à frente de sua época, que desafia as convenções sociais da Paris do século XIX com um ousado número de dança com véus que a deixa seminua. A repercussão do ato chega ao Brasil, onde sua mãe, Santa, e seu padrasto, Antunes, preocupados com a reputação da filha, decidem trazê-la de volta para casa. Antunes viaja à França para buscá-la, e Salomé só aceita retornar se seus amigos Berta e Ruggero a acompanharem.
Juntos, eles voltam para o Brasil e se instalam na fazenda Pindorama, em São Paulo, onde Santa os aguarda. Lá, Salomé conhece Duda, o antigo proprietário da fazenda que foi obrigado a vendê-la para Antunes devido às dívidas de seu pai, o coronel Venâncio, que acabou se suicidando. Duda, agora desempregado, inicia um romance secreto com Santa, enquanto Salomé se apaixona por ele.

## Elenco
| Interprete          | Personagem        |
| ------------------- | ----------------- |
| Patrícia Pillar     | Salomé            |
| Petrônio Gontijo    | Duda (Eduardo)    |
| Suzy Rêgo           | Berta             |
| Imara Reis          | Santa             |
| Carlos Alberto      | Antunes           |
| Rubens de Falco     | McGregor          |
| Mayara Magri        | Mônica            |
| Edwin Luisi         | Rosendo           |
| Mateus Carrieri     | Ruggero           |
| Flávia Monteiro     | Carolina          |
| Marco Miranda       | Padre Onofre      |
| Lília Cabral        | Ernestina         |
| César Pezzuoli      | Ivan              |
| Fábio Junqueira     | De Paula          |
| Anselmo Vasconcelos | Capivara          |
| Andrea Veiga        | Carmem            |
| Abrahão Farc        | Albino            |
| André Valli         | Maestro Colli     |
| Alcione Mazzeo      | Sarita            |
| Aracy Cardoso       | Leocádia          |
| Ricardo Petraglia   | Nelo              |
| Suzana Faini        | Firmina           |
| Miriam Pires        | Mariana           |
| Cláudia Borioni     | Teresa            |
| Dedina Bernardelli  | Isolda            |
| Priscila Camargo    | Graça             |
| Elias Gleiser       | Padre Nazareno    |
| Herval Rossano      | Venâncio          |
| Ênio Santos         | Tonho             |
| Jandir Ferrari      | Guto (Augusto)    |
| Flávia Abdallah     | Jurema            |
| Tessy Callado       | Laura             |
| Cláudia Vianna      | Rita              |
| Germano Filho       | Jairo             |
| Cândido Damm        | Boiardo           |
| Tânia Loureiro      | Chica (Francisca) |
| Armando Paiva       | Kiko              |
| Guilherme Linhares  | Olímpio           |
| Juan de Bourbon     | Otávio            |
| Naura Schneider     | Cecília           |
| Eduardo D'ávila     | Genaro            |

## Produção
A base inicial da história foi o romance Salomé, publicado em 1940 por Menotti Del Picchia, romance este inspirado na passagem da bíblia em que a dançarina Salomé pede ao rei Herodes a cabeça do profeta João Batista.
Herval Rossano desejava produzir essa novela em 1978 e cogitou Gilberto Braga para escrevê-la. Como Gilberto passou para o time de autores do horário nobre, o projeto foi abandonado. Em 1989 decidiram retomar o projeto, que estreou em 1991.
A ideia original de Salomé era a de que fosse apresentada com apenas 60 capítulos. O então vice-presidente de operações da emissora, Boni, vetou o projeto, aumentando a duração da trama, que passou a ter 107 capítulos. No entanto, a novela ainda é uma das mais curtas já produzidas para o horário das 18h.

## Trilha Sonora

### Nacional
Capa: Petrônio Gontijo
1. "Sombra Em Nosso Olhar (Smoke Gets In Your Eyes)" - Selma Reis (tema de abertura)
2. "Fim de Jogo" - Elba Ramalho (tema de Salomé)
3. "Te Amo" - Byafra (tema de Mônica)
4. "Nunca Pensei" - Elymar Santos (tema de Guto)
5. "O Que é Que Eu Faço" - Joanna (tema de Santa)
6. "Faz de Conta (Make Believe)" - Edson Cordeiro (tema de Salomé e Duda)
7. "Nazareno" - A Caverna (tema de Padre Nazareno)
8. "Olhos de Jade" - Beto Guedes (tema de Duda)
9. "Riscos do Amor" - Rosana (tema de Carolina)
10. "Destino" - Patrícia Marx (tema de Carmem)
11. "Recomeçar" - Daniel Rossano (tema de Berta)
12. "Tá Faltando Ela" - Francis Bringel (tema de Antunes)
13. "Jura/Tá-Hi (Pra Você Gostar de Mim)/Agora é Cinza" - Duda e Carmem (tema de Duda e Carmem)
14. "Capivara" - A Caverna (tema de Capivara)

### Internacional
Capa: Flávia Monteiro
1. "With a Song In My Heart" - Doris Day (tema de Carmem)
2. "I'm Confessin' " - Perry Como (tema de Rita)
3. "Tea For Two" - Sarah Johnson (tema de Berta)
4. "I'm In The Mood For Love" - Johnny Mathis (tema de De Paula e Isolda)
5. "Adios" - Ray Anthony (tema de Ruggero)
6. "This Night Was Made For Dancing" - Roger Whiteman (tema de Padre Nazareno)
7. "I Only Have Eyes For You" - Sweet Memories (tema de Carolina)
8. "As Time Goes By" - Andy Williams (tema de Salomé)
9. "Cuando Vuelva a Tu Lado" - Eydie Gormé e Trio Los Panchos (tema de Antunes)
10. "Ebb Tide" - Righteous Brothers (tema de locação do ateliê de Carolina)
11. "Stormy Weather" - Lena Horne (tema de Mônica)
12. "I Tuoi Occhi Belli" - Gianni Turillo (tema romântico geral)
13. "Fascination" - The Chicago Singers (tema de locação: São Paulo)
14. "La Mer" - Dalida (tema de Sarita)